# L'incubo (Thivier)
L'incubo (Le Cauchemar) è una scultura in marmo bianco realizzata dell'artista francese Eugène Thivier. È conservata nel Musée des Augustins di Tolosa e raffigura una donna che sta avendo un incubo, mostrata simbolicamente come una ragazza nuda, sdraiata, che cerca di allontanare dal proprio corpo lo spirito dallo stesso nome.

## Descrizione
Prima che Thivier scolpisse la versione marmorea, egli realizzò un modello in gesso, che venne esposto al Salone che si svolse a Parigi nel 1893. La scultura ritrae una ragazza svestita, sdraiata su un fianco, il cui volto è tormentato dall'angoscia. Con la mano destra, la fanciulla addormentata cerca di allontanare la personificazione degli incubi che si appoggia sulla sua coscia. L'incubo ha le sembianze di una creatura demoniaca il cui aspetto chimerico combina le ali di un pipistrello e il busto di una donna con una testa che (secondo una recensione dell'epoca) richiama quelle degli animali araldici.